# Tolstrup Sogn (Horsens Kommune)
 For alternative betydninger, se Tolstrup Sogn. (Se også artikler, som begynder med Tolstrup Sogn)
Tolstrup Sogn er et sogn i Horsens Provsti (Århus Stift).
I 1800-tallet var Ørridslev Sogn og Tolstrup Sogn annekser til Kattrup Sogn. Alle 3 sogne hørte til Voer Herred i Skanderborg Amt. De 3 sogne udgjorde én sognekommune, men den blev senere delt i to. Ørridslev blev inden kommunalreformen i 1970 kernen i Hovedgård Kommune. Den blev ved selve kommunalreformen udvidet til Gedved Kommune, og her kom Kattrup-Tolstrup med. Gedved Kommune indgik ved strukturreformen i 2007 i Horsens Kommune.
I Tolstrup Sogn ligger Tolstrup Kirke.
I sognet findes følgende autoriserede stednavne:
- Eldrup (bebyggelse, ejerlav)
- Gedved (bebyggelse, ejerlav)
- Højvang (bebyggelse)
- Lille Gedved (bebyggelse)
- Stubhøj (areal)
- Tolstrup (bebyggelse, ejerlav)